# Yoshifumi Ōno
Yoshifumi Ōno (jap. 大野 貴史 Ōno Yoshifumi; ur. 22 maja 1978) – japoński piłkarz występujący na pozycji obrońcy.

## Kariera klubowa
Od 1997 do 2002 roku występował w klubach Consadole Sapporo i Montedio Yamagata.